# Dani Sutherland
Danielle "Dani" Sutherland es un personaje ficticio de la serie de televisión australiana Home and Away, interpretada por la actriz Tammin Sursok del 2000 hasta el 2004.

## Antecedentes
Dani es la hija mayor de Shelley y Rhys Sutherland, a su llegada rápido quedó impresionada por la vida de Summer Bay. Se hizo muy buena amiga de Hayley Smith.

## Biografía
Pronto se enamoró de Will Smith y este la apoyó cuando fue violada por Kane Phillips. Dani pasó por duros momentos cuando Kane fue encontrado inocente y puesto en libertad y las cosas empeoraron cuando Kane comenzó a salir con su hermana, Kirsty Sutherland. La hermana le dijo que él era incapaz de hacer una cosas así, pero después, cuando Kane va a visitar a la hermana, se cruza con Dani y le dice que el siempre gana una tarde cuando Dani estaba sola en la casa él la intenta volver a violar, ellos son filmados por una persona desconocida, Kate le dice que si le cuenta a alguien lo que le hizo la mataría, ella no se lo dice a nadie pero pronto el video sale a la luz. Sin embargo la relación terminó cuando Will volvió con Gypsy.
Poco después Dani comenzó un romance enfermizo con Josh West, sin embargo esta no duró y terminaron, más tarde comenzó a salir con Scott Hunter, la pareja se comprometió pero cuando Dani se dio cuenta de que Scott no era el hombre que ella quería decidió terminar la relación. Dani decidió irse de Bay para mudarse a la ciudad y seguir una carrera como novelista, pero antes de irse Scott le dijo que no amaba a nadie y que sólo se amaba a ella misma.